# 大阪電気軌道四条畷線
四条畷線（しじょうなわてせん）は、かつて近畿日本鉄道（近鉄）の直系母体会社である大阪電気軌道（大軌）が、建設を一部で行っていた鉄道路線（未成線）である。

## 計画の概要

### 計画立案
大軌は、現在の近鉄奈良線に当たる路線を1914年（大正3年）に開業させた後、畝傍線（今の橿原線）など南東方面へ順次路線を拡大していくが、その一方で片町線位しか路線がそれまで存在しなかった北河内への進出も検討していた。1922年（大正11年）6月に天満橋筋四丁目 - 四条村寺川 - 鷲尾（今の石切駅近く）間の敷設特許を収得したが、このころの大軌は畝傍線・八木線（今の大阪線）の建設や吉野鉄道（今の近鉄吉野線）の買収、子会社の参宮急行電鉄（参急）による伊勢進出（今の近鉄大阪線・山田線にあたる路線の建設）に勢力を注いでいたため、四条畷線の建設は急を要さないということで先送りされていた。

### 具体化と着工
しかし1929年（昭和4年）6月に、田中義一内閣が崩壊する前の行きがけの駄賃ともいうべき格好で、計画が杜撰だった東大阪電鉄の大阪森町（森ノ宮） - 四条畷 - 奈良間に敷設免許が下りたことで、状況は一変する。この免許線は計画中の四条畷線のほか、既存路線の奈良線とも並行しており、大軌の権益を損なわせる恐れを生じさせた。大軌ではこれに対抗するため、四条畷線の工事を急遽具体化させた上で、工事に取り掛かることにした。
1月に、終点地を鷲尾駅（後に孔舎衛坂駅と改称し、現在廃止）から額田駅に変更した。鷲尾駅は生駒山麓の傾斜上にあり地形が険しいため、路線を分岐させることが容易な地に改めたためである。そして7月に施行認可を得て、下ノ辻（今の鶴見区今福鶴見辺り） - 寺川間7.8kmを着工した。翌年12月には蒲生 - 下ノ辻間1.3kmの免許も収得し、城北運河（鶴見運河）を渡る橋脚の下部工事も行った。この橋脚は完成後、とりあえず仮設の人道橋となったが、四条畷線建設中止後の1960年（昭和35年）に道路橋となり、「大喜橋」（だいきばし）の名がついた。
さらに、当初予定されていた起点地の天満橋筋四丁目を桜ノ宮に変更した（現在の帝国ホテル大阪付近）。前者は、当初大阪市電の乗り入れが予定されていたことから候補地になったものだが、市電の乗り入れがなされないことになったため、代替地として京阪電気鉄道の京阪本線が梅田へ乗り入れる予定で一部用地を収得したものの、計画が凍結されていた梅田線（蒲生 - 桜ノ宮 - 梅田）の計画を一部拝借する形で、取りあえずは京阪線の蒲生信号所に併設して大軌の蒲生駅を設け、京阪の天満橋駅や将来完成するであろう梅田駅に乗り入れることにし、後に独自線を建設することにしたのである。しかしその後、京阪の経営が破綻寸前に陥り梅田線の計画が事実上破棄されることになってしまったため、天満橋駅への乗り入れも考えたが、線路容量に余裕のないため不可能となり、起点の候補地選びは頓挫してしまった。

### 工事凍結
鉄道省は大軌四条畷線の特許が下りたころ、片町線の電化計画を立てていたが、関東大震災復興工事に伴う引き締め予算で凍結されていた。これは1932年（昭和7年）12月に片町 - 四条畷間で実現している。そして電化の完成に伴い、片町線では電車が頻発運行されるようになり、起点や終点地の工事はおろか場所の確定すらできていなかった四条畷線の建設の意義は薄れ、また四条畷 - 寺川 - 瓢箪山 - 柏原間で大軌バスの運行を開始したこと、さらには競合線として免許を獲得した東大阪電鉄も、技術的に無理のある計画であったこと、また贈収賄が発覚（五私鉄疑獄事件の一つに数えられる）したことで事業が進まなかったこともあり、1934年（昭和9年）以降工事は凍結された。
この時、蒲生 - 寺川間9.1kmについての路盤はほぼ完成していた。大阪市ではこの路盤を産業道路（今の阪奈道路）に転用することを提案し、1937年（昭和12年）に大阪府と今福土地区画整理組合に用地は売却された。大軌では、1940年（昭和15年）から東野田四丁目（京橋駅東口） - 蒲生四丁目 - 住道大橋間で路線バスの運行を一部完成したその道路を用いて開始、大軌から関西急行鉄道（関急）に再編された1942年（昭和17年）5月に四条畷線の特許を失効させた。
なお、本計画の名残として開設されたバス路線はその後も近鉄バスが長年運行をしていたが（最盛期には阪奈道路経由で奈良や生駒山方面、大阪市内も梅田や天満橋駅などへ乗り入れ）、2017年3月末で大阪市内 - 大東市（住道駅に近い赤井）までの路線は休止となった。大阪市内区間については大阪シティバス36号系統（大阪駅 - 地下鉄門真南）がほぼ平行している。また、京橋から横堤（を経て鶴見緑地）までは地下鉄長堀鶴見緑地線が1990年に開業している。

## ルート
- 桜ノ宮（当初計画では天満橋筋四丁目） - 蒲生 - 今福 - 下ノ辻 - 横堤 - 諸口 - 安田 - 大東新田 - 赤井 - 住道 - 深野 - 寺川 - 善根寺 - 石切本町 - 額田（当初の予定では、善根寺から東へカーブし鷲尾駅（後に孔舎衛坂駅、1964年廃止）に出る予定であった）

蒲生駅は、京阪本線のホームに併設して1面2線のホームを設け、連絡線を設置して天満橋方面への乗り入れを考慮していた。
住道付近は、国鉄住道駅のやや北側を通る予定であった。